# 김일환 (1914년)
김일환(金一煥, 1914년 ~ 2001년 10월 1일)은 일제강점기와 대한민국의 군인으로, 제1공화국 각료를 역임했다.

## 학력
- 1935년 만주국 하얼빈 상업학교 졸업
- 1937년 만주국 펑톈 군관학교 5기 졸업
- 1947년 대한민국 육군사관학교 3기 졸업
- 1948년 대한민국 조선경비보병학교 졸업
- 1957년 대한민국 국방대학교 졸업

## 생애
강원특별자치도 철원군 출신으로 하얼빈에서 상업학교를 졸업했다. 만주 펑톈에 있는 봉천군관학교를 제5기로 졸업한 뒤 만주군 육군의 경리장교가 되었다.
태평양 전쟁 종전 후에 귀국하여 남조선국방경비대에 들어가 총사령부 재무처장을 맡았다. 한국 전쟁 중인 1951년에 육군 소장으로 승진하고 국방부 차관이 되었다. 1954년에 육군 중장 진급한 뒤 이듬해 전역했다.
전역 후 곧바로 상공부 장관에 임명되었다가 1957년에는 제5대 대한상무회(대한민국 재향군인회 개칭) 회장을 거쳐, 1958년에는 내무부 장관이 되었다. 1959년에 이 무렵 실세로 불리던 최인규와 자리를 바꿔 교통부 장관으로 이동하였다. 최인규는 내무부장관으로 이듬해 3·15 부정선거를 총지휘했다가 사형당했다.
4·19 혁명으로 제1공화국이 붕괴하자 관계에서 물러나 제13~17대 대한민국 재향군인회 회장을 지냈고, 박정희의 배려 아래 국제관광공사 총재, 한국전력공사 사장도 역임했다. 금성충무훈장, 을지무공훈장, 미국대통령공로훈장, 스웨덴적십자훈장, 필리핀대통령훈장 등을 수여받았다.

## 같이 보기
- 봉천군관학교

## 참고 자료
- 김일환(金一煥) - 국사편찬위원회
- 김일환(金一煥) - 국사편찬위원회
- 김일환 -  한국행정연구원

| 전임 장경근 | 제3대 국방부 차관 1951년 6월 23일 ~ 1953년 11월 9일 | 후임 강영훈 |

| 전임 강성태 | 제9대 상공부 장관 1955년 9월 16일 ~ 1958년 8월 27일 | 후임 구용서 |

| 전임 신태영 | 제5대 재향군인회 회장 1957년 1월 17일 ~ 1959년 11월 25일 | 후임 이선근 |

| 전임 민병기 | 제17대 내무부 장관 1958년 8월 27일 ~ 1959년 3월 20일 | 후임 최인규 |

| 전임 최인규 | 제8대 교통부 장관 1959년 3월 20일 ~ 1960년 4월 28일 | 후임 석상옥 |

| 전임 오재경 | 제4대 국제관광공사 사장 1965년 6월 12일 ~ 1970년 3월 24일 | 후임 장성환 |

| 전임 이성호 | 제13·14·15·16·17대 재향군인회 회장 1966년 1월 12일 ~ 1975년 2월 25일 | 후임 이맹기 |

| 전임 정래혁 | 제3대 한국전력주식회사 사장 1970년 4월 17일 ~ 1971년 6월 9일 | 후임 김상복 |